# Georges Sadoul
Georges Sadoul (n. 4 februarie 1904, Nancy, Franța – d. 13 octombrie 1967, Paris, Franța) a fost unul din cei mai importanți istoriografi ai cinematografului mondial și totodată un important critic de film, asociat cu suprarealismul. 

## Biografie
Încă din tinerețe este atras de fenomenul cinematografului, arta care s-a născut odată cu el. De asemeni se mai remarcă ca unul din pleiada de scriitori ai secolului al XX- lea. A urmat Facultatea de drept.
Activitatea literară o începe în anul 1930, alături de grupul de scriitori condus de Louis Aragon și Paul Eluard, scriitori cu vederi de stânga, comuniste. El însăși în anul1927 a intrat în Partidul Comunist Francez.
Colaborează la ziarul L'Humanité. Din 1935 până la începutul celui de al II -lea război mondial, colaborează la sectorul "critică cinematografică" a săptămânalul Regards.
Odată cu cucerirea Franței de către armata germană, în anul 1941, ca membru al partidului comunist, intră in ilegalitate. În ilegalitate fiind, a început să scrie "Istoria generală a cinematografului". Din anul 1942, a fost critic cinematografic la revista Lettres Francaises.
Din anul 1944, îl găsim profesor la Institutul superior de cinematografie  din Paris, predând cursul de " Istoria Cinematografului".
Își dă disertația de Doctor în științele teoretice ale artei ,în anul 1956, la Moscova, la "Institutul de Istorie a Artelor al Academiei de Științe a U.R.S.S."
A fost o personalitate marcantă a cercurilor criticii cinematografiei mondiale, fiind prezent la toate festivalurile internaționale de film ale epocii.
Rămâne important în lumea filmului prin cele cinci volume dedicate istoriei filmului de la începuturi până în anii '60.